# Reith im Alpbachtal
Reith im Alpbachtal is een gemeente in de Oostenrijkse deelstaat Tirol, en maakt deel uit van het district Kufstein.
Reith im Alpbachtal telt 2679 inwoners.
Alpbach · Angath · Angerberg · Bad Häring · Brandenberg · Breitenbach am Inn · Brixlegg · Ebbs · Ellmau · Erl · Kirchbichl · Kramsach · Kufstein · Kundl · Langkampfen · Mariastein · Münster · Niederndorf · Niederndorferberg · Radfeld · Rattenberg · Reith im Alpbachtal · Rettenschöss · Scheffau am Wilden Kaiser · Schwoich · Söll · Thiersee · Walchsee · Wildschönau · Wörgl
- Gemeinsame Normdatei: 4615645-8
- Library of Congress Control Number: nr2003025959
- Nationale Bibliotheek van Tsjechië: ge760997
- Nationale Bibliotheek van Israël: 987007494233405171
- Virtual International Authority File: 236563912
- WorldCat: E39PBJxcYq4H9Q9fC3kCmVF7pP